# Ле-Віньон-ан-Керсі
Ле-Віньон-ан-Керсі (фр. Le Vignon-en-Quercy) — муніципалітет у Франції, у регіоні Окситанія, департамент Лот. Ле-Віньон-ан-Керсі утворено 1 січня 2019 року шляхом злиття муніципалітетів Казіяк i Ле-Катр-Рут-дю-Лот. Адміністративним центром муніципалітету є Ле-Катр-Рут-дю-Лот. Населення — 970 осіб (01.01.2021).